# Xã Lake, Quận Clinton, Illinois
Xã Lake (tiếng Anh: Lake Township) là một xã thuộc quận Clinton, tiểu bang Illinois, Hoa Kỳ. Năm 2010, dân số của xã này là 960 người.